# Châu Á
Châu Á  phần lớn nằm ở Bắc bán cầu, là châu lục có diện tích lớn nhất trên thế giới. Thiên nhiên của châu Á rất đa dạng. Diện tích châu lục này bao phủ 8,7% tổng diện tích Trái Đất (hoặc chiếm 29,4% tổng diện tích lục địa).
Đại bộ phận lãnh thổ châu Á nằm ở Bắc Bán cầu và Bán cầu Đông. Ranh giới giữa châu Á với châu Phi là kênh đào Suez, với châu Âu là Dãy núi Ural, sông Ural, Biển Caspi, mạch núi Kavkaz, eo biển Thổ Nhĩ Kỳ, biển Địa Trung Hải và Biển Đen. Bốn điểm cực đất liền lớn châu Á: điểm cực đông là mũi Dezhnev ở eo biển Bering (66°4′45″B, 169°39′7″T), điểm cực nam là mũi Tanjung Piai ở eo biển Malacca (1°16′B, 103°31′Đ), điểm cực tây là mũi Baba ở biển Aegea (39°27′B, 26°3′Đ), điểm cực bắc là mũi Chelyuskin ở eo biển Vilkitsky (77°44′B, 104°15′Đ).
Hang lớn nhất là hang Sơn Đoòng (hang động tự nhiên lớn nhất thế giới), Đỉnh núi cao nhất là đỉnh Everest (cao nhất thế giới), điểm thấp nhất là sụt lún Biển Chết (thấp nhất thế giới), cao nguyên cao nhất là cao nguyên Thanh Tạng (cao nhất thế giới), sông dài nhất là Trường Giang (dài thứ ba thế giới), hồ lớn nhất là biển Caspi (lớn nhất thế giới), hồ sâu nhất là hồ Baikal (sâu nhất thế giới), sa mạc lớn nhất là sa mạc Arabi (lớn thứ năm thế giới). Vượt qua kinh độ và vĩ độ rộng vô cùng, chênh lệch thời gian đông - tây đạt đến từ 11 đến 13 giờ đồng hồ. Vùng đất phía tây và châu Âu nối liền lẫn nhau, hình thành lục địa Âu – Á - lục địa lớn nhất trên Trái Đất. Trừ đất liền ra, diện tích đảo lớn và đảo cồn của châu Á chừng 2,7 triệu kilômét vuông, chỉ đứng  sau Bắc Mỹ.
Châu Á là nơi bắt nguồn ba tôn giáo lớn của thế giới Phật giáo, Hồi giáo và Cơ Đốc giáo. Trong bốn nước xưa có nền văn minh lớn thì có ba nước xưa ở vào châu Á (Ấn Độ, Iraq (Lưỡng Hà) và Trung Quốc).
Trong số các quốc gia và vùng lãnh thổ thuộc châu Á, Nhật Bản, Hàn Quốc, Đài Loan, Singapore, Israel, Hồng Kông và Ma Cao được công nhận là những quốc gia và vùng lãnh thổ có nền kinh tế công nghiệp phát triển, số còn lại là các nước đang phát triển, trong đó, Trung Quốc và Ấn Độ là 2 nước đang phát triển có diện tích và dân số lớn nhất trên thế giới.

## Từ nguyên
Châu Á trong chữ Hán 州亞, chữ Hi Lạp cổ đại gốc là Ασία, và chữ La-tinh là Asia.
Châu Á là một châu lục có dân số đông nhất thế giới, đồng thời cũng là châu lục có mật độ dân số lớn nhất. Tên chữ của nó cũng xưa cũ nhất. "Asia" mang ý nghĩa là "khu vực Mặt Trời mọc", tương truyền là do người Phoenicia cổ đại đưa ra. Hoạt động trên biển thường xuyên, yêu cầu người Phoenicia cần phải xác định nơi chốn và hướng đi. Vì vậy họ đem khu vực biển Aegea về phía đông gọi chung là "Asu", nghĩa là "chỗ Mặt Trời mọc"; nhưng mà đem khu vực biển Aegea về phía tây thì gọi chung là "Ereb", nghĩa là "chỗ Mặt Trời lặn". Asia từng chữ một là do chữ Asu tiếng Phoenica diễn hoá tới nay. Vùng đất mà nó chỉ về là không rõ ràng lắm, phạm vi là có hạn định. Đến thế kỉ thứ nhất TCN đã biến thành là một tên gọi tỉnh hành chính của đế quốc La Mã, về sau thì mới dần dần khuếch đại, bao gồm cả khu vực châu Á bây giờ, biến thành là một cái tên để gọi tên châu lục lớn nhất thế giới.
Phiên âm bằng tiếng Trung cho Asia là Yàxìyà (亞細亞 - Á-tế-á) được đặt tên cho châu lục này trước nhất là vào năm 1582. Sau khi giáo sĩ truyền giáo Hội Jesus Matteo Ricci đến Trung Quốc, dưới sự giúp đỡ của Vương Bạn - tri phủ Long Khánh (nay là huyện Kiếm Các, huyện Tử Đồng, huyện Giang Du - phía bắc tỉnh Tứ Xuyên), cùng nhau làm ra "Khôn dư vạn quốc toàn đồ" với các phiên dịch viên. Bởi vì người nước ngoài lúc đó đến Trung Quốc phần nhiều ở khu vực miền nam, các phiên dịch này đều có mang theo mình sắc thái tiếng Hán miền nam dày đặc. Chữ nước ngoài mở đầu phiên dịch là "á" đọc là "a", cuối đuôi phiên dịch là "á", chữ nước ngoài phần nhiều đọc là "ya", lúc phiên dịch thành Trung văn, phiên dịch viên tức khắc sẽ căn cứ vào phát âm chữ Hán trong ngôn ngữ nơi đó để chọn lựa chữ Hán tương ứng.

## Lịch sử
Lịch sử và văn hoá châu Á đều rất cổ xưa. Ấn Độ, Iraq (nước Babylon cũ) và Trung Quốc là ba trong bốn nước xưa là các nền văn minh lớn của thế giới đều ở châu Á. Trình độ kinh tế và văn hoá của châu Á đã từng chiếm giữ vị trí dẫn đầu vào khoảng thời gian dài trên thế giới, tứ đại phát minh của Trung Quốc hoặc người Ấn Độ phát minh chữ số Arabi và số 0, v.v... rất nhiều sáng tạo và phát minh về phương diện khoa học, cống hiến cực kì to lớn cho thế giới.

### Thời đại viễn cổ
Vào thời đại viễn cổ, rất nhiều dân tộc của châu Âu và Bắc Phi đều bắt nguồn ở khu vực thảo nguyên của Trung Á. Vào Giai đoạn di cư, một bộ phận ở về phía tây tiến vào châu Âu, một bộ phận ở về phía đông dời vào Ấn Độ, hình thành các dân tộc ngữ hệ Ấn - Âu với phạm vi rộng lớn; một bộ phận khác ở về phía nam dời đến Bắc Phi và Tây Á, tiến vào Ai Cập, hợp thành các dân tộc ngữ hệ Phi - Á (tức ngữ hệ Semito - Hamitic) với người ở ngay địa phương đó.

### Thời đại thượng cổ
Vào thời đại thượng cổ, Trung Quốc ở phương đông và đế quốc Ba Tư ở phương tây đều phát triển biến thành là đế quốc lớn mạnh, Ba Tư một mạch tranh hùng với Hi Lạp ở châu Âu, cuối cùng đều bị Alexander Đại đế của đế quốc Macedonia đánh bại, quân đội của Alexander tiến thẳng xâm nhập tiểu lục địa Ấn Độ, cuối cùng một phần quân đội còn lưu trú lại đã lập lên nhà nước Armenia. Trung Quốc lúc đó cũng đang đi đường lối hướng về bành trướng thống nhất, các dân tộc chung quanh mở đầu hiểu ra nhà nước Tần.
Lúc đế quốc La Mã ở phương tây trỗi lên, triều nhà Hán của Trung Quốc ở phương đông cũng là một nhà nước lớn mạnh, lãnh thổ của đế quốc La Mã bành trướng đến chỗ thung lũng sông Babylon cũ (bây giờ gọi là sông Euphrates) ở Trung Đông, phương đông và phương tây mở đầu có giao lưu kinh tế và văn hoá, con đường tơ lụa ban đầu từ đô thành Trường An, Trung Quốc đi qua Tây Vực (chính là Tân Cương và một phần khu vực Trung Á hiện nay) và Trung Đông, xa đến Rôma, Ý. Sau khi người Hung Nô ở phía bắc triều nhà Hán bị triều nhà Hán đánh bại, dần dần thiên cư hướng về phương tây, một ít bộ tộc mà trong mắt đế quốc Tây La Mã bị coi là "người chưa khai hoá", sau khi dời vào châu Âu, lập tức tăng tốc diệt vong đế quốc Tây La Mã.

### Thời đại trung cổ
Vào thời đại trung cổ, ở vùng đất phía tây nam châu Á nổi lên đế quốc Arabi lớn mạnh - bao quát Nam Âu, Tây Á, Trung Á và Bắc Phi. Cương vực của Trung Quốc vào lúc triều nhà Đường lớn mạnh ở phương đông cũng bành trướng đến Trung Á và Triều Tiên đã dần dần làm thành dân tộc thống nhất.
Sự trỗi dậy của dân tộc Mông Cổ hình thành ảnh hưởng không ít ở thế giới, đã chinh phục vùng đất Âu - Á rộng lớn. nhưng mà vì củng cố chính quyền của bản thân nên đã tàn sát rất nhiều người dân dị tộc, rất nhiều văn minh ưu tú bị phá bỏ trong vòng một ngày.
Từ năm 1453, sau khi đế quốc Byzantine bị diệt vong, đế quốc Ottoman của nhà nước Hồi giáo đã xưng hùng chiếm giữ khu vực Trung Đông, bán đảo Tiểu Á và Bắc Phi hơn 400 năm. Ở múc độ nào đó, đế quốc Ottoman đã gây trở ngại giao lưu đông - tây về phương diện văn hoá và kinh tế. Khu vực Đông Á từ thế kỉ XVI tới nay, sự phát triển văn hoá và khoa học dần dần lạc hậu, thường hay thấy tình huống các nước cấm chỉ người dân trong nước giao lưu với người nước ngoài. Thí dụ chính sách toả quốc được thực thi vào thời đại Edo ở Nhật Bản, hoặc chính sách toả quốc của vương triều Triều Tiên, hoặc chính sách cấm biển vào thời kì nhà Minh và nhà Thanh,...

### Từ sau cận đại
Từ sau thế kỉ XVIII, cùng với sự nổi lên của chủ nghĩa tư bản và chủ nghĩa thực dân ở châu Âu, người theo chủ nghĩa thực dân thông qua tuyến đường hàng hải, tiến hành khai thác tài nguyên ở đất liền châu Á, và sự suy yếu của chính quyền phong kiến trong thời gian dài của vùng đất châu Á đã trở thành miếng mồi mà các cường quốc châu Âu tranh giành, rất nhiều lãnh thổ bị chiếm đóng làm thành thuộc địa hoặc bán thuộc địa. Vùng đất hoang vu Siberia ở phía bắc châu Á, tan vỡ theo sau nỗ lực của đế quốc Mông Cổ, nước Nga Sa hoàng do dân tộc Nga ở châu Âu lập nên dần dần men theo đường bộ mà khai quật mở mang, rồi xưng hùng chiếm giữ một vùng rộng lớn ở phía bắc châu Á.
Cuối thế kỉ XIX, Nhật Bản theo sau sự thành công cải cách Duy tân Minh Trị, khiến cho thế nước hưng thịnh nhanh chóng, trở thành nước châu Á duy nhất có đầy đủ địa vị trên vũ đài cộng đồng quốc tế bằng tư cách "cường quốc". Từ lúc thắng lợi nhiều lần phát động chiến tranh chống lại các nước chung quanh như triều nhà Thanh, nước Nga Sa hoàng cùng với sau khi trải qua Đại chiến thế giới lần thứ nhất, Nhật Bản cai quản các thuộc địa của nước chiến bại Đức ở châu Á với tư cách nước chiến thắng, khiến cho phạm vi thế lực của Nhật Bản trải khắp cả Tây Thái Bình Dương. Lại thúc đẩy tham vọng chinh phục Trung Quốc và cả châu Á của nó ngày một lớn dần, Nhật Bản dưới ảnh hưởng của chủ nghĩa quân phiệt vào thập kỉ 30 - 40 ở thế kỉ 20 đã phát động chiến tranh Trung – Nhật lần thứ hai và chiến tranh Thái Bình Dương, Đại chiến thế giới lần thứ hai cũng mở đầu từ quân Đức đánh chớp nhoáng Ba Lan vào ngày 1 tháng 9 năm 1939, sau đó mở rộng chiến tranh sang khu vực châu Á. Nhật Bản cuối cùng đầu hàng sau khi bị Hoa Kỳ ném xuống hai trái bom nguyên tử hướng về Hiroshima và Nagasaki. Sau khi Đệ nhị thế chiến đi qua, chủ nghĩa dân tộc ở châu Á ngóc đầu, các nước và dân tộc vừa mới bắt đầu sôi nổi tranh giành tìm lấy độc lập. Cùng lúc với đó, đối lập chủ nghĩa tư bản là chủ nghĩa cộng sản ở phương tây lan rộng đến đại lục địa châu Á. Năm 1949 Đảng Cộng sản Trung Quốc đánh bại Đảng Quốc dân Trung Quốc trong Nội chiến Quốc - Cộng, đã nắm giữ chính quyền của Trung Hoa dân quốc ở vùng đất Trung Quốc đại lục, thành lập nước Cộng hoà Nhân dân Trung Hoa; Chính phủ Trung Hoa dân quốc dời đến Đài Bắc. Nước Cộng hoà Nhân dân Trung Hoa do Đảng Cộng sản Trung Quốc thành lập và Liên minh nước Cộng hoà xã hội chủ nghĩa Xô-viết do Đảng Cộng sản Liên Xô kiến lập cùng nhau thúc đẩy mở rộng chủ nghĩa cộng sản ở châu Á. Vùng đất Đông Á trước sau liên tục kiến lập nhiều chính quyền chủ nghĩa xã hội, như Triều Tiên, Việt Nam, Lào,... Vào thập kỉ 50-70 của thế kỉ 20, chiến tranh Triều Tiên và chiến tranh Việt Nam là tuyến đầu của cuộc chiến tranh giữa chủ nghĩa xã hội và chủ nghĩa tư bản ở châu Á.
Các dân tộc ở Tây Á, Nam Á và Trung Đông cũng sôi nổi tranh giành độc lập từ sau Đại chiến thế giới lần thứ hai, nổi tiếng nhất chính là cuộc vận động cách mạng độc lập Ấn Độ do Mahatma Gandhi khởi xướng, cuối cùng dẫn đến Cuộc chia cắt Ấn Độ - Pakistan, Ấn Độ lấy tín đồ Ấn Độ giáo là chính và Pakistan lấy tín đồ Hồi giáo là chính cùng độc lập vào năm 1948. Tuy nhiên, vấn đề kiến lập nhà nước của Israel và Palestine ở Trung Đông, mang theo xung đột nghiêm trọng dính líu đến phương diện tôn giáo và dân tộc. Mặc dù Israel được hứa hẹn dựng nước ở vùng đất người Do Thái vào năm 1947, nhưng vì thánh địa Jerusalem được chia cho Israel, khiến các nước Hồi giáo chung quanh bất mãn, người Do Thái và tín đồ Hồi giáo bất hoà, dẫn đến Israel và các nước Hồi giáo chung quanh mỗi ngày gia tăng xung đột, trong chiến tranh Trung Đông lần thứ ba Israel kháng cự với Syria, Jordan và Ai Cập, Israel chiếm lĩnh một vùng đất đáng kể của Palestine, và thiết lập thuộc địa ở vùng đó. Mặt khác, vùng đất Trung Đông từ trước tới nay bị coi là "kho thuốc súng thế giới", vùng đất này chiến tranh liên miên không ngớt, bao gồm chiến tranh Iran - Iraq mà Iraq và Iran chĩa súng lẫn nhau, và chiến tranh giữa Hoa Kỳ và Iraq như chiến tranh vùng Vịnh vào ngày 17 tháng 1 năm 1991 và Chiến tranh Iraq vào ngày 20 tháng 3 năm 2003, và chiến tranh Afghanistan do lãnh đạo phần tử khủng bố số một Osama bin Laden nhắm vào tuyên bố của Hoa Kỳ cho nên năm 2002 phát động để lật đổ tập đoàn chính trị Taliban.
Liên Xô phát sinh chính biến vào cuối tháng 8 năm 1991, mặc dù Đảng Cộng sản Liên Xô giải quyết trong một tuần, nhưng mà vẫn khiến Liên Xô giải thể vào cuối năm 1991. Ở vùng đất Trung Á nhiều nước cộng hoà tách khỏi Liên Xô cũ thành nhà nước độc lập mới như Kazakhstan, Turkmenistan, Uzbekistan, v.v

## Khu vực
Vùng đất châu Á bát ngát xa thẳm. Để cho thuận lợi, có thể chia châu Á làm 6 khu vực là Đông Á, Nam Á, Đông Nam Á, Trung Á, Tây Á và Bắc Á. Môi trường tự nhiên và hoạt động loài người của các vùng đất này mỗi nơi có đặc sắc riêng.

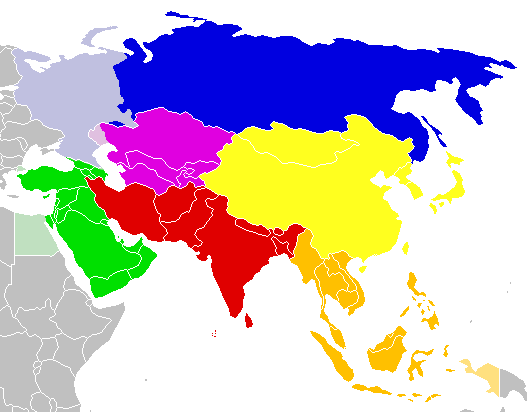
Sự phân chia các khu vực của châu Á.

### Đông Á
Đông Á bao gồm Trung Quốc, Nhật Bản, Hàn Quốc, Triều Tiên và Mông Cổ.  Diện tích chừng 11,8 triệu km vuông. Dân số hơn 1,6 tỉ. Địa thế phía Tây cao phía Đông thấp, chia làm bốn bậc thang. Cao nguyên Thanh Tạng ở phía Tây Nam Trung Quốc gọi là "nóc nhà thế giới", chiều cao cách mặt nước biển trung bình trên 4.000 m. Phía nửa Đông Nam là miền gió mùa, thuộc về đới khí hậu rừng lá rộng ôn đới và đới khí hậu rừng rậm á nhiệt đới; phía Tây Bắc thuộc về đới khí hậu thảo nguyên hoặc sa mạc ôn đới tính lục địa; phía Tây Nam thuộc về đới khí hậu cao nguyên và núi. Từ tháng 5 đến tháng 10 vùng đất phía Đông sát bờ biển bị ảnh hưởng của bão nhiệt đới tây bắc Thái Bình Dương. Tài nguyên khoáng sản phong phú gồm là than đá, sắt, dầu thô, đồng, antimon, wolfram, molypden, vàng, magnesit, than chì. Đông Á là quê hương của nhiều cây trồng như lúa gié, củ mài, lúa tắc, lúa tám đen, đậu nành, cỏ gai, trà xanh, tung dầu, điều, quýt, long nhãn, cây vải, nhân sâm. Lúa thóc chiếm trên 40% tổng sản lượng của thế giới, lá trà chiếm trên 25% tổng sản lượng thế giới, đậu nành chiếm 20%. Sản lượng sợi bông, đậu phộng, bắp, mía, mè, cải dầu, tơ tằm chiếm địa vị trọng yếu trên thế giới.

### Tây Á
Tây Á cũng gọi là Tây Nam Á, chỉ vùng đất phía tây của châu Á, bao gồm Thổ Nhĩ Kì, Israel, Iran, Iraq, Cộng hòa Síp, Syria, Liban, Jordan, Kuwait, Arabi Saudi, Yemen, Oman, Các Tiểu vương quốc Ả Rập Thống nhất, Qatar, Bahrain, Gruzia, Armenia và Azerbaijan. Diện tích chừng 6 triệu kilômét vuông. Dân số hơn 300 triệu người. Cao nguyên trải rộng, phần phía bắc nhiều dãy núi. Đồng bằng Mesopotamia ở khoảng giữa cao nguyên núi phía bắc và bán đảo Ả Rập ở phía nam là do sông Euprates và sông Tigris hình thành nên. Khí hậu nóng và khô. Diện tích sa mạc ở phía nam rộng lớn. Vùng đất ven biển Địa Trung Hải và Biển Đen cùng với vùng núi phía tây trong khu vực này thuộc về khí hậu Địa Trung Hải, cao nguyên phía đông và nội lục thuộc về khí hậu thảo nguyên hoặc sa mạc á nhiệt đới, phần lớn vùng đất ở bán đảo Ả Rập thuộc về khí hậu sa mạc nhiệt đới. Trữ lượng và sản lượng dầu thô chiếm địa vị trọng yếu trên thế giới. Tây Á là nơi sản sinh bắt nguồn thực vật vun trồng như cà rốt, dưa lưới, hành tây, rau chân vịt, cỏ linh lăng, chà là cùng với các giống gia súc như lạc đà một bướu, ngựa Ả Rập, dê Angora, thỏ Angora.

### Đông Nam Á
Đông Nam Á chỉ vùng đất phía đông nam của châu Á, gồm các nước Singapore, Indonesia, Malaysia, Thái Lan, Việt Nam, Lào, Philippines, Campuchia, Myanmar, Brunei và Đông Timor. Diện tích khoảng 4,5 triệu kilômét vuông. Dân số hơn 650 triệu. Về địa lí, khu vực bao gồm hai phần: bán đảo Ấn - Trung và quần đảo Mã Lai. Là một trong các khu vực có nhiều núi lửa nhất trên thế giới. Phía nam vùng quần đảo và bán đảo thuộc về khí hậu rừng mưa nhiệt đới, vùng núi phía bắc bán đảo thuộc về khí hậu rừng rậm á nhiệt đới. Thiếc, dầu thô, khí thiên nhiên, than đá, nickel, quặng bô xít, wolfram, chromi, vàng, v.v là khoáng vật trọng yếu. Đông Nam Á là nơi bắt nguồn nhiều thực vật nhiệt đới như cây chanh vàng, cây đay vàng, cây đinh hương, đậu khấu, hồ tiêu, chuối rừng, cây cau, cây mít, cây chuối sợi đay. Các nước ở khu vực này sản xuất nhiều gạo, cao su, hương liệu, gỗ tếch, cây bông thân gỗ, thuốc quinin và trái cây nhiệt đới. Trong tất cả các nước, Indonesia là nước có núi lửa nhiều nhất trên thế giới và có danh hiệu "đất nước núi lửa".

### Trung Á
Trung Á chỉ vùng đất trung tâm châu Á (về địa lí). Bao gồm Turkmenistan, Uzbekistan, Kyrgyzstan, Tajikistan, Kazakhstan. Diện tích khoảng 4 triệu ki lô mét vuông. Vùng đất phía đông nam trong khu vực này là vùng núi, động đất nhiều lần, thuộc về khí hậu núi; các vùng đất còn lại là đồng bằng, gò đồi, sa mạc trải rộng, khí hậu khô cạn, thuộc về khí hậu sa mạc hoặc thảo nguyên nhiệt đới và á nhiệt đới. Khí thiên nhiên, dầu thô, than đá, đồng, chì, kẽm, thủy ngân, lưu huỳnh, mirabilit (tức natri sulfat ngậm nước) là khoáng vật khá trọng yếu. Tài nguyên khoáng sản của Trung Á vô cùng phong phú, ngành công nghiệp quân sự phát đạt. Trung Á là chỗ sản sinh bắt nguồn thực vật vun trồng như đậu Hà Lan, đậu tằm, trái táo tây cùng với cừu Karakul. Sản xuất cây bông sợi, cây thuốc lá, tơ tằm, lông cừu, cây nho và cây táo tây.

### Nam Á
Nam Á chỉ vùng đất phía nam của châu Á, gồm Ấn Độ, Afghanistan, Maldives, Bhutan, Sri Lanka, Pakistan, Bangladesh và Nepal. Diện tích khoảng 5,1 triệu kilômét vuông. Dân số 1,8 tỉ. Vùng đất phía bắc trong khu vực này là vùng núi của chân núi phía nam mạch núi Himalaya, bán đảo Ấn Độ ở phía nam là cao nguyên Deccan, giữa vùng núi phía bắc và cao nguyên Deccan là đồng bằng sông Ấn Độ - sông Hằng. Đồng bằng ở phía bắc và ở giữa về cơ bản thuộc về khí hậu rừng rậm bán nhiệt đới, cao nguyên Deccan và phía bắc Sri Lanka thuộc về khí hậu thảo nguyên nhiệt đới, đoạn tây nam của bán đảo Ấn Độ, phía nam Sri Lanka và toàn bộ Maldives thuộc về khí hậu rừng mưa nhiệt đới, đồng bằng sông Ấn Độ thuộc về khí hậu thảo nguyên hoặc sa mạc á nhiệt đới. Lấy sắt, mangan, than đá làm tài nguyên khoáng sản phong phú nhất. Nam Á là chỗ sản sinh bắt nguồn thực vật vun trồng như xoài, thầu dầu, cà tím, chuối rừng, cây mía và củ sen. Cây đay vàng (Corchorus capsularis L) và lá trà chiếm chừng 1/2 tổng sản lượng thế giới. Sản lượng của gạo, đậu phộng, mè, cải dầu, mía, bông sợi, cao su, lúa tẻ hột nhỏ, dừa sấy khô có vị trí trọng yếu trên thế giới.

### Bắc Á
Bắc Á chỉ vùng đất Siberia của nước Nga, diện tích khoảng 13,1 triệu kilômét vuông. Vùng đất phía tây là đồng bằng Tây Siberia, phía giữa là vùng núi và cao nguyên Trung Siberia, phía đông là vùng núi Viễn Đông. Vòng cực về phía bắc thuộc về khí hậu đồng rêu hàn đới, vùng đất còn lại thuộc về khí hậu rừng lá kim ôn đới. Khoảng thời gian dòng sông đông lại thành băng là từ 6 tháng trở lên. Dầu thô, than đá, đồng, vàng, đá kim cương là khoáng vật khá trọng yếu; sản xuất các loại lúa tẻ, khoai tây, cây lanh và vật liệu gỗ.

## Địa lí

### Địa hình

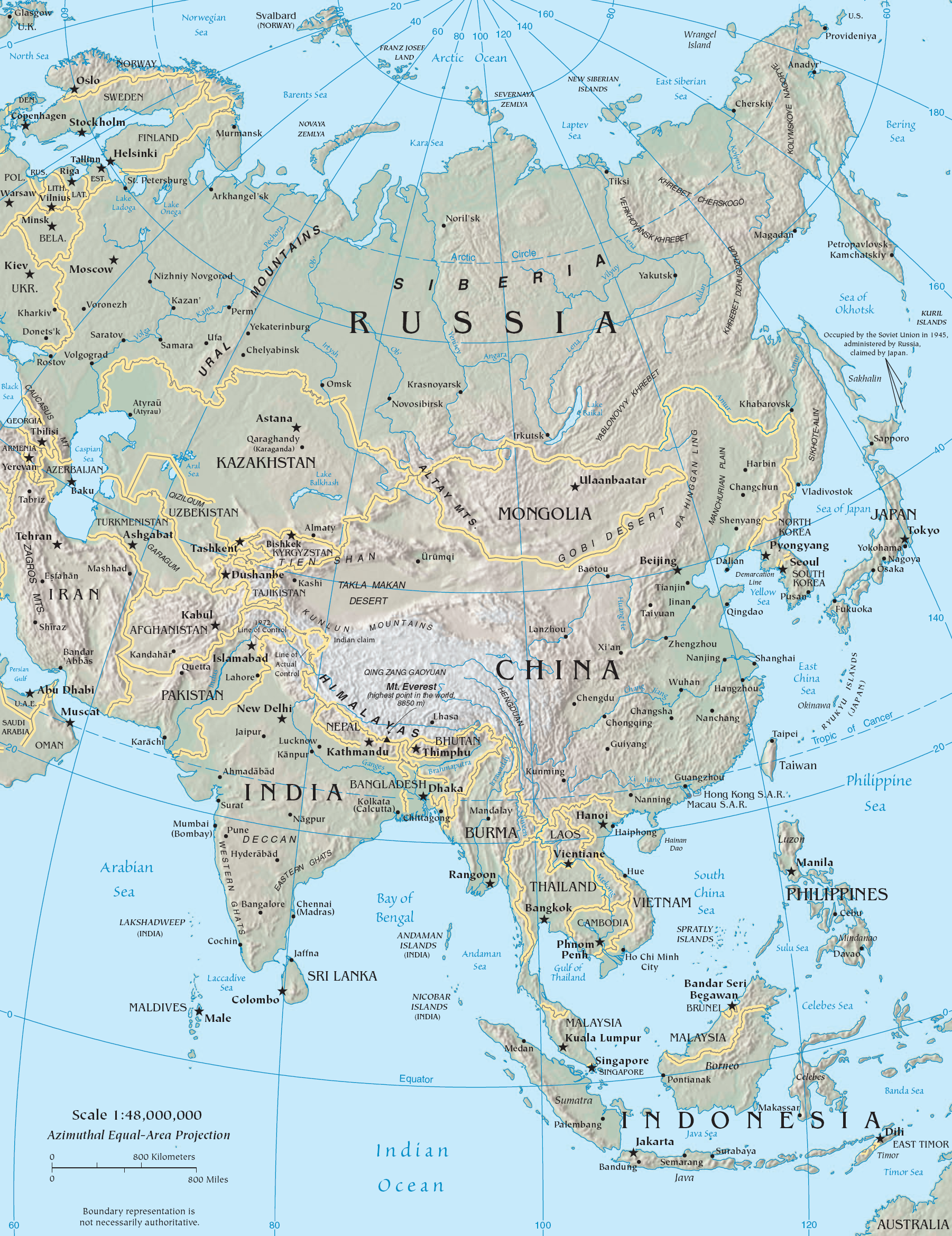
Bản đồ địa hình châu Á.

Địa hình châu Á lên xuống rất lớn, khoảng giữa cao, bốn phía xung quanh thấp. Vùng đất phía đông có một dãy quần đảo hình vòng cung nhiều kiểu khác nhau dài từ Nam đến Bắc. Chiều cao cách mực nước biển trung bình chừng 950 mét, là một châu lục có địa hình cao nhất trên thế giới sau châu Nam Cực. Núi và cao nguyên chiếm chừng 3/4 diện tích, trong đó có 1/3 khu vực có chiều cao cách mực nước biển trên 1000 mét. Đỉnh núi cao trên 8.000 mét so với mực nước biển trên thế giới, tất cả phân bố ở khu vực dãy núi Karakoram và dãy núi Himalaya. Đồng bằng chiếm 1/4 diện tích, ước tính hơn 10 triệu kilômét vuông. Cả châu Á về tổng quát có dãy Pamir ở trung tâm, một loạt các dãy núi cao lớn toả ra về phía tây và kéo dài đến cạnh ven đất liền. Chủ yếu có dãy núi Thiên Sơn, dãy núi Côn Luân, dãy núi Himalaya, dãy núi Altai, dãy núi Hindu Kush, dãy núi Alborz, mạch núi Taurus, mạch núi Zagros, v.v Giữa các dãy núi chủ yếu kể trên có cao nguyên Thanh Tạng, cao nguyên Mông Cổ, cao nguyên Iran, cao nguyên Anatolia (hoặc gọi cao nguyên Thổ Nhĩ Kì), cao nguyên Deccan, cao nguyên Ả Rập, cao nguyên Trung Siberia và bồn địa Tarim, bồn địa Junggar, bồn địa Qaidam, v.v
Ở bên ngoài của núi và cao nguyên phân bố đồng bằng diện tích rộng lớn, chủ yếu có đồng bằng Đông Bắc, đồng bằng Hoa Bắc, đồng bằng trung và hạ du Trường Giang, đồng bằng sông Ấn Độ - sông Hằng, đồng bằng Mesopotamia (hoặc gọi đồng bằng Lưỡng Hà), đồng bằng Tây Siberia.
Châu Á không những lên xuống hai đầu trên đất liền, lại còn quần đảo hình vòng cung ở rìa phía Đông đất liền và bộ phận đáy biển ở Thái Bình Dương cũng đồng dạng xuất hiện lên xuống hai đầu, mạch núi trên quần đảo tồn tại xen kẽ theo cùng với rãnh đại dương sâu nhất. Chênh lệch cao thấp của đỉnh núi cao nhất châu Á và rãnh đại dương sâu nhất ở vùng biển lân cận chừng 20 kilômét.

### Trung tâm
Trung tâm địa lí đất liền châu Á chính là chỉ một điểm ở bên trong phạm vi đất liền châu Á ở vào vị trí cân bằng, nó cách đường bờ biển vây chung quanh đất liền xa nhất, có tính đất liền mạnh nhất. Căn cứ vào cách nói của Trung Quốc, vị trí của nó ở vào thôn Vĩnh Tân, xã Vĩnh Phong, huyện Ô Lỗ Mộc Tề, thành phố Ô Lỗ Mộc Tề, khu tự trị Tân Cương, toạ độ địa lí là 43°40′52″B 87°19′52″Đ / 43,68111°B 87,33111°Đ, bây giờ đã xây dựng thành khu danh thắng phong cảnh. Một mặt khác, trung tâm của châu Á mà Nga tuyên bố ở vào khu Tos-Bulak, thủ phủ Kyzyl, nước cộng hoà Tuva, Liên bang Nga, toạ độ địa lí là 51°43′29″B 94°26′37″Đ / 51,72472°B 94,44361°Đ.

### Môi trường tự nhiên
Đường bờ biển đất liền của châu Á dài liên tục không đứt nhưng mà quanh co uốn khúc, đường bờ biển dài 62.800 kilômét (39.022 dặm Anh), là châu lục có đường bờ biển dài nhất trên thế giới. Loại hình bờ biển phức tạp. Có nhiều bán đảo và đảo cồn, là châu lục có diện tích bán đảo lớn nhất. Bán đảo Arabi là bán đảo lớn nhất thế giới (diện tích chừng 3 triệu kilômét vuông). Đặc điểm của tổng địa hình châu Á là mặt đất lên xuống rất lớn, núi cao đỉnh lớn tụ tập ở khoảng giữa, núi và cao nguyên chiếm chừng 3/4 diện tích châu Á. Cả châu Á cách mặt phẳng nước biển trung bình 950 mét, là châu lục có địa thế cao nhất trên thế giới trừ châu Nam Cực ra. Cả châu Á về tổng quát lấy cao nguyên Pamir làm trung tâm, một loạt mạch núi cao lớn duỗi ra hướng về phía tây, mạch núi cao lớn nhất chính là mạch núi Himalaya. Giữa các mạnh núi cao lớn có rất nhiều cao nguyên và bồn địa diện tích rộng lớn. Ở mặt bên ngoài của núi và cao nguyên vẫn phân bố đồng bằng rộng xa.
Châu Á có rất nhiều đỉnh núi cao nổi tiếng, trong đó có đỉnh núi Chomolungma cao nhất thế giới, chiều cao cách mặt phẳng nước biển 8.848 mét, sẽ theo xu thế dần dần lên cao từng bước một, dự tính một trăm năm sau, chiều cao của đỉnh núi Chomolungma sẽ sáng lập lại một di tích lịch sử mới. Châu Á có đất trũng, sụt lún và hồ chằm thấp nhất trên lục địa của thế giới, thí dụ sụt lún Biển Chết (mặt hồ thấp hơn mặt biển Địa Trung Hải 392 mét), vẫn có cao nguyên Thanh Tạng được gọi là "nóc nhà thế giới".
Châu Á là châu lục có núi lửa nhiều nhất trên thế giới. Quần đảo ở ven rìa phía đông là khu vực có núi lửa nhiều nhất trên thế giới. Đảo lớn và đảo cồn đi sát bờ biển phía đông hoặc vùng đất Trung Á và phía bắc Tây Á động đất dồn dập. Rất nhiều sông cả ở châu Á bắt nguồn từ núi ở khoảng giữa đất liền, lần lượt chia làm sông đổ vào Thái Bình Dương, Ấn Độ Dương và Bắc Băng Dương. Bồn địa nội lưu chủ yếu phân bố ở vùng đất trung và tây châu Á. Sông dài nhất châu Á là Trường Giang, dài 6.397 kilômét; đứng sau nó là Hoàng Hà, dài 5.464 kilômét; ngoài ra, có sông Mê Kông dài 4.500 kilômét. Sông nội lục dài nhất là sông Amu dài 2.620 kilômét, đứng hạng sau nó là sông Tarim, dài 2.030 kilômét. Hồ Baikal là hồ nước ngọt lớn nhất châu Á và là hồ chằm sâu nhất thế giới.
Đảo và đảo cồn của châu Á chủ yếu tập trung ở mặt biển đông nam. Ước chừng có mấy chục ngàn đảo và đảo cồn lớn nhỏ, tổng diện tích là 3,2 triệu kilômét vuông, trong đó có 6 đảo diện tích trên 100.000 kilômét vuông (đảo Kalimantan, đảo Sumatra, đảo New Guinea, đảo Sulawesi, đảo Java và đảo Honshu).
Châu Á là châu lục mà sông cả tập hợp nhiều nhất trên thế giới, có hơn 58 dòng sông có chiều dài trên 1.000 km, trong đó có 4 dòng sông trên 4.000 kilômét Trường Giang, Hoàng Hà, Mê Kông, Irtysh. Các sông bắt nguồn từ núi và cao nguyên của phần giữa châu Á, rồi chảy hướng về biển và đại dương.

### Khí hậu
Phần lớn diện tích khu vực Châu Á nằm ở khí hậu đới lạnh và cận lạnh. Có nhiều nơi khí hậu lạnh khắc nghiệt hơn, khí hậu châu Á rất đa dạng, với các khu vực khác nhau trải qua các mùa khác nhau và có các điều kiện khác nhau.
Đất liền châu Á vượt qua 3 miền khí hậu nhiệt đới, ôn đới, hàn đới. Đặc trưng chủ yếu của khí hậu là các loại hình khí hậu đa dạng phức tạp, có khí hậu gió mùa điển hình và tính lục địa rõ rệt. Phía nửa đông nam của Đông Á là miền gió mùa á nhiệt đới và ôn đới ẩm ướt, Đông Nam Á và Nam Á là miền gió mùa nhiệt đới ẩm ướt. Trung Á, Tây Á và Đông Á nội lục là vùng đất khô cạn. Khoảng giữa miền gió mùa ẩm ướt trở lên và miền khô hạn nội lục cùng với phần lớn Bắc Á là vùng đất nửa ẩm ướt nửa khô cạn.
Nhiệt độ không khí mùa đông của phần lớn vùng đất châu Á rất thấp, vùng đất có nhiệt độ không khí trung bình dưới 0℃ vào tháng lạnh nhất chiếm 2/3 diện tích toàn châu Á. Thị trấn Verkhoyansk và thị trấn Oymyakon, nhiệt độ không khí trung bình vào tháng 1 thấp đến dưới -50℃. Nhiệt độ không khí thấp đến kỷ lục tại thị trấn Oymyakon từng thấp đến -71℃, là địa phương có nhiệt độ thấp nhất ở Bắc Bán cầu, được gọi là vùng lạnh vô cùng ở Bắc Bán cầu. Mùa hè phổ biến gia tăng nhiệt độ, nhiệt độ không khí trung bình vào tháng nóng nhất trừ vùng đất đi sát bờ Bắc Băng Dương có nhiệt độ dưới 10℃ ra, vùng đất còn lại tất cả đều từ 10 đến 15℃. Vùng đất trên 20℃ chiếm chừng 50% diện tích cả châu Á.
Nhiệt độ không khí cao nhất của thành phố Basra, Iraq từng đến 58,8℃, là địa phương nóng nhất thế giới. Sự phân bố giáng thủy của các khu vực rất chênh lệch, xu thế chính là giảm dần từ phía đông nam ẩm ướt lên phía tây bắc khô khan. Chỗ sát gần xích đạo mưa nhiều cả năm, lượng giáng thủy hằng năm trên 2.000 milimét. Thị trấn Cherrapunji (đông bắc Ấn Độ) có lượng giáng thủy trung bình hằng năm đến 11.430 milimét, là một trong các khu vực có mưa nhiều nhất trên thế giới. Tây Nam Á và Trung Á là vùng mưa ít suốt năm, lượng giáng thủy hằng năm của vùng đất rộng lớn này là từ 150 đến 200 milimét trở xuống. Giữa tháng 9 và 10, trên bầu trời của cao nguyên Mông Cổ và Siberia thường hay có không khí lạnh mãnh liệt đi đến phía nam, phần lớn vùng đất Đông Á dễ bị xâm nhập bất ngờ. Bão đài phong (tức bão nhiệt đới Tây Bắc Thái Bình Dương) phát sinh ở phía tây Trung Thái Bình Dương cuốn đánh bất ngờ vùng đất đi sát bờ biển phía đông Đông Á và Đông Nam Á từ tháng 5 đến tháng 10; bão xoáy thuận (tức bão cyclone) phát sinh ở vịnh Bengal cuốn đánh bất ngờ vùng đất đi sát bờ biển vịnh Bengal. Thường hay hình thành tai họa nghiêm trọng.

### Hệ thống sông
Châu Á có rất nhiều sông cả, phần lớn bắt nguồn ở khu vực núi cao trung tâm, rồi tỏa lan về bốn phía. Sông chảy vào Thái Bình Dương có Amur (cửa sông ở vào eo biển Nevelskoy), Hoàng Hà, Trường Giang, Châu Giang, Mê Kông; sông chảy vào Ấn Độ Dương có sông Ấn Độ, sông Hằng, sông Thanlwin, sông Ayeyarwady, sông Tigris, sông Euphrates; sông chảy vào Bắc Băng Dương có sông Obi, sông Enisei, sông Lena. Sông nội lục chủ yếu phân bố ở khu vực khô cạn phía Trung và Tây Á, có sông Syr Darya, sông Amu Darya, sông Ili, sông Tarim, sông Jordan. Thác nước có chiều cao nước rơi cách mặt sông lớn nhất châu Á là thác nước Jog trên sông Sharavati ở ven biển phía tây nam Ấn Độ, chiều cao nước rơi cách mặt sông là 253 mét.
Hồ chằm ở châu Á không quá nhiều so với châu lục khác, nhưng mà không ít hồ chằm có sẵn đặc sắc, nổi tiếng thế giới. Thí dụ biển Caspi - hồ ngăn cách châu Á và châu Âu, là hồ lớn nhất thế giới đồng thời là hồ nước mặn lớn nhất thế giới; hồ Baikal là hồ sâu nhất thế giới và là hồ nước ngọt lớn nhất châu Á; biển Chết là chỗ trũng thấp nhất thế giới; hồ Balkhash là hồ nội lục tồn tại đồng thời nước ngọt và nước mặn. Hồ chằm ở châu Á phân bố khá rộng, về cơ bản có thể chia ra 5 nhóm hồ lớn ở Bắc Á, Trung Á, Tây Á, cao nguyên Thanh Tạng và đồng bằng trung và hạ du Trường Giang.
Sông ở châu Á phần lớn bắt nguồn từ vùng núi cao trung t m,đổ vào Thái Bình Dương, Ấn Độ Dương và Bắc Băng Dương. Trong đó có 7 sông dài trên 4.000 kilômét, dông dài nhất là Trường Giang, sau nó là sông Obi mà lấy sông Irtysh làm nguồn. bBển Caspi là hồ chằm lớn nhất trế giới, hồ Baikal là hồ nước ngọt lớn nhất châu Á, cũng là hồ sâu nhất và xưa nhất thế giới, chỗ thấp nhất của hồ ở vào 1.295 mét dưới mực mặt biển. Sông A-mu dài 2400 kilômét, là sông nội lục dài nhất châu Á. Sông Tigris, sông Euphrates, Hoàng Hà và lưu vực sông Ấn Độ đều là chỗ bắt nguồn văn minh sớm nhất của loài người. Sông Hằng là sông thiêng liêng của Ấn Độ giáo và Phật giáo. Sông Mê Kông là một dòng sông mang tính quốc tế trọng yếu, các nước trong lưu vực sông Mê Kông bao gồm Trung Quốc, Myanmar, Lào, Thái Lan, Campuchia và Việt Nam.

## Tài nguyên thiên nhiên
Tài nguyên khoáng sản: chủng loại khoáng sản ở châu Á nhiều, trữ lượng lớn, chủ yếu có dầu thô, than đá, sắt, thiếc, wolfram, antimon, đồng, chì, kẽm, mangan, nickel, molybden, magnesi, chromi, vàng, bạc, halit, lưu huỳnh, đá quý, v.v Trong đó trữ lượng của dầu thô, magnesi, sắt và thiếc cùng giữ vị trí đầu trong các châu lục.
Rừng rậm và thảo nguyên: tổng diện tích rừng ở châu Á chiếm chừng 13% tổng diện tích rừng thế giới. Hơn 2/3 gỗ rừng đã được khai phá và sử dụng. Rừng nhân tạo có sự phát triển nhất định. Phần Nga châu Á, phía đông bắc Trung Quốc và phía bắc Triều Tiên là vùng đất rừng lá kim phân bố rộng lớn trên thế giới, lượng tích tụ phong phú, sử dụng rất nhiều loại cây gỗ quý hiếm. Thực vật ở vùng Hoa Nam và phía tây nam Trung Quốc, sườn phía nam vùng núi Nhật Bản cùng với sườn phía nam của mạch núi Himalaya vô cùng phong phú, trừ cây lá rộng phổ biến ra, lại có cây kè, cọ xẻ, cây sam và cây thủy sam. Rừng rậm nhiệt đới ở Đông Nam Á chiếm địa vị trọng yếu trong rừng rậm thế giới, nổi tiếng với một dãy quần xã thực vật lâu đời và phong phú. Giống cây chủ yếu của nó có họ Dầu, lại có các "hoá thạch sống" như cây sa la, cây ngân hạnh và cây tô thiết. Tổng diện tích thảo nguyên châu Á chiếm chừng 15% tổng diện tích thảo nguyên thế giới.
Sức nước: tài nguyên năng lượng nước mà các nước châu Á khai phá được ước tính hằng năm có thể phát lượng điện đến 2,6 nghìn tỉ kilôoát giờ, chiếm 27% lượng tài nguyên năng lượng nước khai phá được của thế giới.
Ngư nghiệp hải dương: diện tích ngư trường duyên hải châu Á chiếm chừng 40% tổng diện tích ngư trường duyên hải thế giới. Sản xuất nhiều cá hồi Đại Tây Dương, cá hồi chấm Thổ Nhĩ Kì, cá tuyết, cá ngừ vằn, cá thinh bụng trắng, cá lù đù vàng nhỏ, cá lù đù vàng lớn, cá hố, mực nang, cá mòi cơm châu Âu, cá ngừ vây vàng, cá thu Nhật Bản và cá voi, ngư trường nổi tiếng có ở vùng biển sát gần các đảo như quần đảo Chu San, đảo Đài Loan, quần đảo Hoàng Sa, đảo Hokkaidō, đảo Kyushu cùng với biển Okhotsk.

## Kinh tế
Bài chính: Kinh tế châu Á

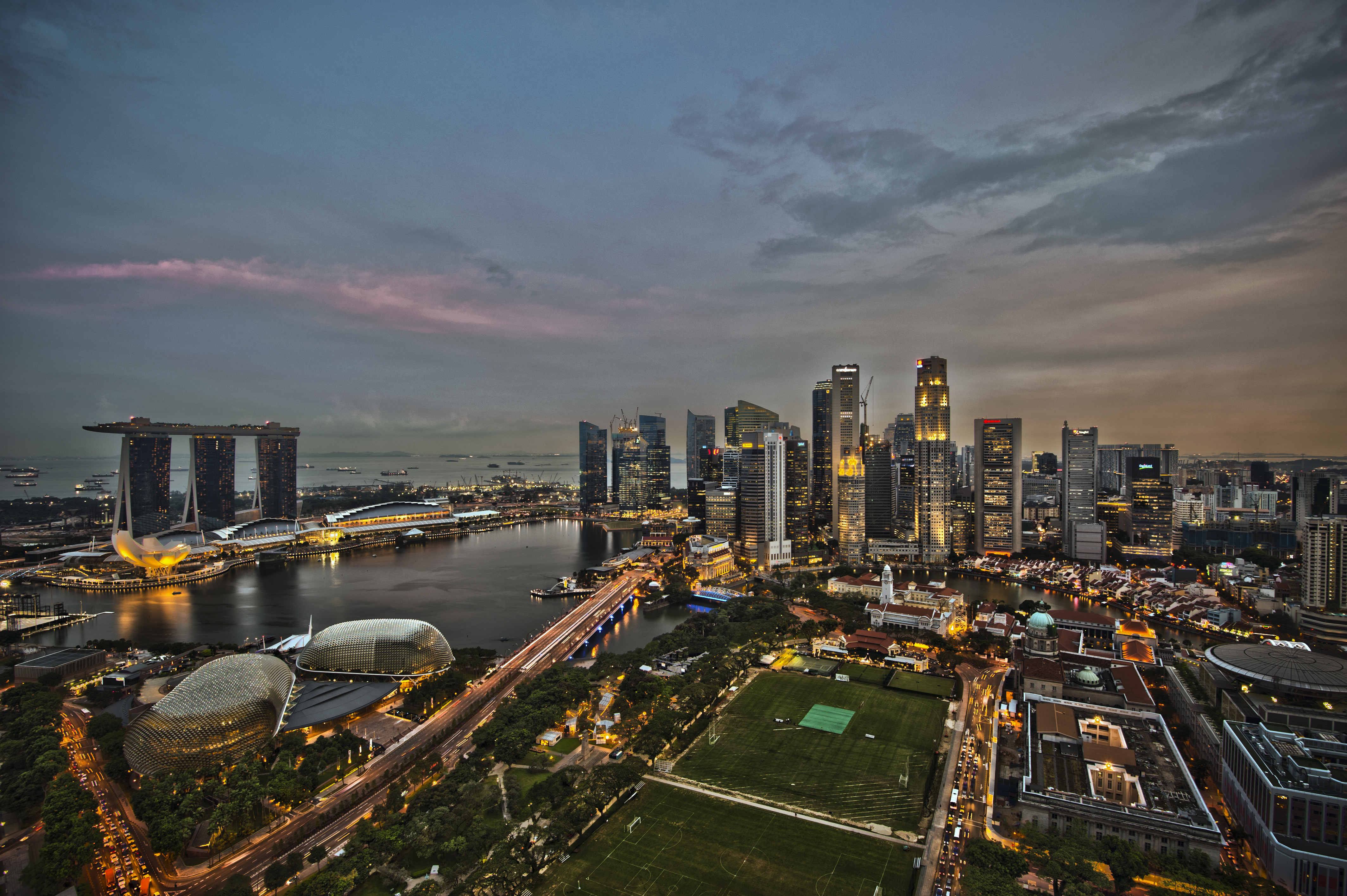
Singapore có một trong những cảng bận rộn nhất trên thế giới và là trung tâm giao dịch ngoại hối lớn thứ tư thế giới..

Châu Á là khu vực có GDP danh nghĩa lớn nhất trên thế giới, đồng thời cũng lớn nhất khi tính theo sức mua tương đương (PPP).
| Xếp hạng | Nước        | GDP (PPP, 2016) Triệu USD |
| -------- | ----------- | ------------------------- |
| 1        | Trung Quốc  | 20,853,331                |
| 2        | Ấn Độ       | 8,642,758                 |
| 3        | Nhật Bản    | 4,901,102                 |
| 4        | Nga         | 3,684,643                 |
| 5        | Indonesia   | 3,010,746                 |
| 6        | Hàn Quốc    | 1,928,602                 |
| 7        | Ả Rập Xê Út | 1,720,027                 |
| 8        | Thổ Nhĩ Kỳ  | 1,665,332                 |
| 9        | Iran        | 1,439,295                 |
| 10       | Thái Lan    | 1,108,111                 |

Những nền kinh tế lớn nhất ở khu vực châu Á là Trung Quốc, Nhật Bản, Ấn Độ, Hàn Quốc và Nga.
| Xếp Hạng | Nước        | GDP (Danh nghĩa, 2016) Triệu USD |
| -------- | ----------- | -------------------------------- |
| 1        | Trung Quốc  | 11,383,030                       |
| 2        | Nhật Bản    | 4,412,600                        |
| 3        | Ấn Độ       | 2,288,720                        |
| 4        | Hàn Quốc    | 1,404,400                        |
| 5        | Nga         | 1,132,740                        |
| 6        | Indonesia   | 936,955                          |
| 7        | Thổ Nhĩ Kỳ  | 751,186                          |
| 8        | Ả Rập Xê Út | 618,274                          |
| 9        | Đài Loan    | 508,849                          |
| 10       | Thái Lan    |                                  |

Vào cuối những năm 1990 và đầu những năm 2000, nền kinh tế Trung Quốc và Ấn Độ đã phát triển vượt bậc, cả hai có tốc độ tăng trưởng trung bình hàng năm trên 8%. Các quốc gia có tốc độ tăng trưởng cao các năm gần đây ở châu Á bao gồm:  Israel, Malaysia, Indonesia, Bangladesh, Pakistan, Thái Lan, Việt Nam, Mông Cổ, Uzbekistan, Cyprus, Philippines, các nước giàu khoáng sản như Kazakhstan, Turkmenistan, Iran, Brunei, Các Tiểu Vương quốc Ả Rập Thống nhất, Qatar, Kuwait, Ả Rập Xê Út, Bahrain và Oman.
Vào cuối những năm 1980 và đầu những năm 1990, GDP của Nhật Bản đã vươn lên đứng thứ 2 trên thế giới, chỉ sau Mỹ. Năm 1995, nền kinh tế Nhật Bản đã suýt đuổi kịp với Hoa Kỳ để trở thành nền kinh tế lớn nhất trong thế giới trong một ngày, sau khi đồng tiền Nhật Bản đạt mức cao kỷ lục 79 yên / USD. Trong khi đó từ thập niên 1980 Kinh tế Trung Quốc đã có sự lột xác ngoạn mục sau những cải cách của Đặng Tiểu Bình, và sang thế kỷ 21 GDP của Trung Quốc đã vượt qua Nhật Bản để trở thành nền kinh tế đứng thứ 2 thế giới. 4 quốc gia Hàn Quốc, Đài Loan, Hồng Kông và Singapore cũng đã đạt được mức tăng trưởng kinh tế nhanh chóng trong giai đoạn cuối thế kỷ 20, do đó những nền kinh tế này còn được mệnh danh là Bốn con hổ châu Á. Israel cũng là một quốc gia có nền kinh tế phát triển nhờ tinh thần kinh doanh dựa trên một nền công nghiệp đa dạng.
Một số quốc gia Trung Đông như Ả Rập Saudi, Qatar, Các Tiểu Vương quốc Ả Rập Thống nhất, Bahrain, Kuwait, và Oman hay Brunei ở Đông Nam Á dù chưa phải là những nền kinh tế phát triển, song vẫn là những quốc gia có mức sống cao nhờ nguồn tài nguyên dầu mỏ dồi dào.
Theo dự đoán của các chuyên gia thì GDP danh nghĩa của Ấn Độ sẽ vượt Nhật Bản vào năm 2025 để trở thành nền kinh tế thứ 3 thế giới. Đến năm 2030, nền kinh tế Trung Quốc tính theo GDP sẽ xấp xỉ với Mỹ, và đạt tới mức tương đương về tốc độ tăng trưởng của kinh tế Mỹ. Tuy vậy, thu nhập bình quân đầu người vẫn thấp hơn Mỹ.
Các khối thương mại:
- Diễn đàn Hợp tác Kinh tế châu Á - Thái Bình Dương (APEC)
- Hiệp hội các nước Đông Nam Á (ASEAN)
- Thỏa thuận cộng tác kinh tế gần (CEPA)
- Cộng đồng các quốc gia độc lập (CIS/СНГ)
- Hiệp hội Nam Á vì sự Hợp tác Khu vực (SAARC)
- Hiệp định Thương mại Tự do Nam Á (SAFTA) (dự thảo)

### Các nguồn tài nguyên thiên nhiên
Châu Á theo ranh giới là lục địa lớn nhất thế giới và nó rất giàu các nguồn tài nguyên thiên nhiên, như dầu mỏ và sắt.

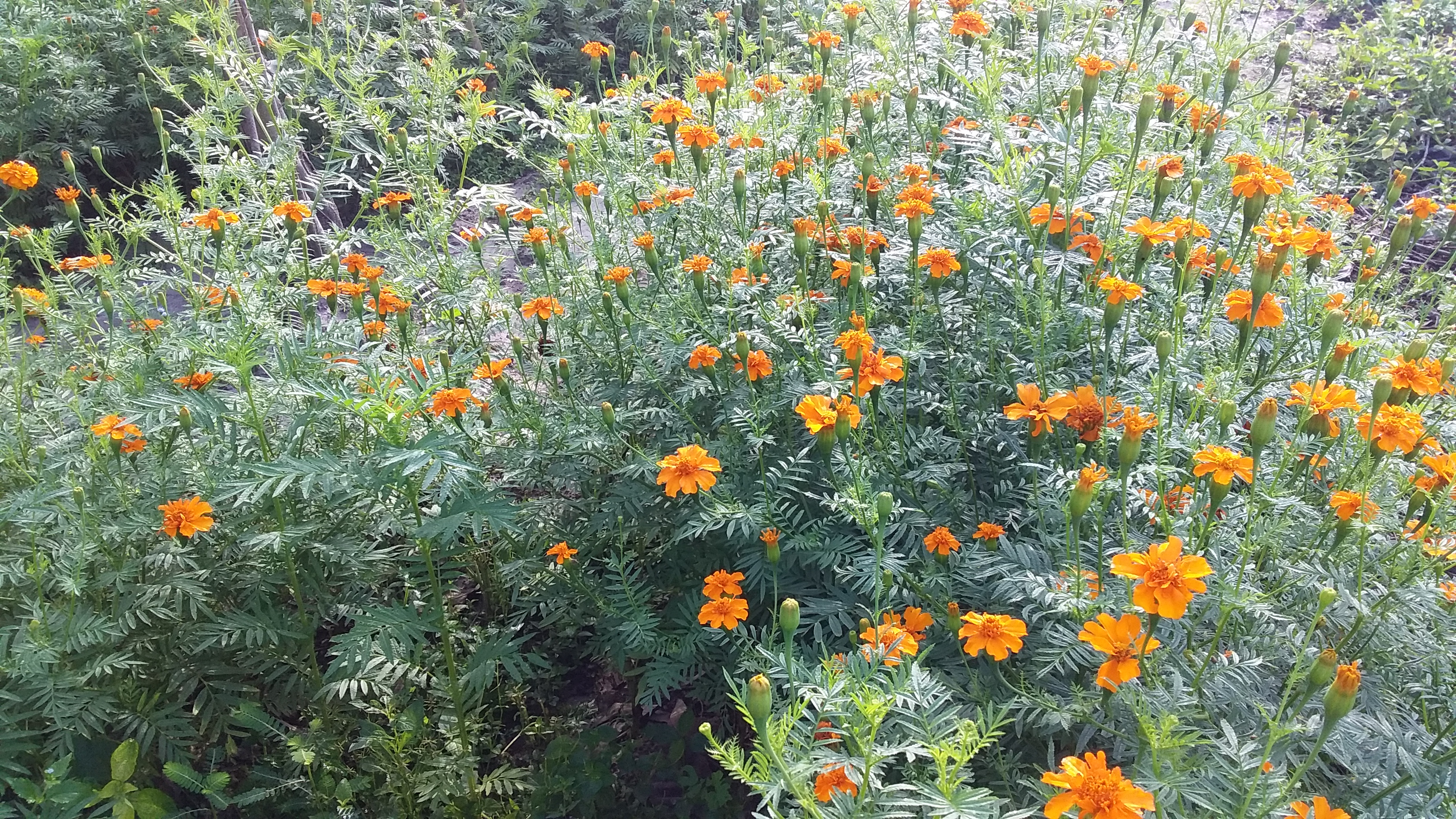
Hoa ở vùng ôn đới của châu Á

Với năng suất cao trong nông nghiệp, đặc biệt là trong sản xuất lúa gạo, đã cho phép mật độ dân số cao của các quốc gia trong các khu vực nóng ẩm. Các sản phẩm nông nghiệp chính còn có lúa mì và thịt gà.
Lâm nghiệp cũng phát triển trong phạm vi rộng của châu Á, ngoại trừ khu vực Trung và Tây Nam Á. Nghề cá là một nguồn chủ yếu cung cấp thực phẩm ở châu Á, cụ thể là ở Nhật Bản.

### Công nghiệp
Sản xuất công nghiệp ở châu Á theo truyền thống là mạnh nhất ở khu vực Đông và Đông Nam Á, cụ thể là ở Trung Quốc, Đài Loan, Nhật Bản, Hàn Quốc và Singapore. Các ngành nghề công nghiệp dao động từ sản xuất các mặt hàng rẻ tiền như đồ chơi tới các mặt hàng công nghệ cao như máy tính và ô tô. Nhiều công ty ở châu Âu, Bắc Mỹ và Nhật Bản có các sự hợp tác đáng kể ở châu Á đang phát triển để tận dụng các lợi thế so sánh về sức lao động rẻ tiền.
Một trong các lĩnh vực chính của sản xuất công nghiệp ở châu Á là công nghiệp may mặc. Phần lớn việc cung cấp quần áo và giày dép hiện nay của thế giới có nguồn gốc từ Trung Quốc và khu vực Đông Nam Á.

### Tài chính và các dịch vụ khác
Châu Á có 3 trung tâm tài chính lớn. Chúng nằm ở Hồng Kông, Singapore và Tokyo. Các trung tâm mới nổi ở Ấn Độ hay Trung Quốc là do sự kinh tế về sản xuất công nghiệp theo hình thức gia công ở các quốc gia này cũng như sự có được của nhiều người trẻ có học vấn cao và nói tiếng Anh

## Các quốc gia và vùng lãnh thổ

### Dân số châu Á trong tương lai
| Năm  | Dân số        | Mật độ (km²) | Tỉ lệ tăng lên | % Dân số thế giới |
| ---- | ------------- | ------------ | -------------- | ----------------- |
| 2020 | 4.598.426.267 | 148,178      | 0.8161%        | 65.69%            |
| 2025 | 4.774.708.304 | 153,858      | 0.664%         | 68.21%            |
| 2030 | 4.922.829.661 | 158,631      | 0.5371%        | 70.33%            |
| 2035 | 5.045.488.373 | 162,584      | 0.4271%        | 72.08%            |
| 2040 | 5.143.850.426 | 165,754      | 0.326%         | 73.48%            |
| 2045 | 5.218.032.708 | 168,144      | 0.226%         | 74.54%            |
| 2050 | 5.266.848.432 | 169,717      | 0.1278%        | 75.24%            |
| 2055 | 5.290.517.068 | 170,480      | 0.0325%        | 75.58%            |
| 2060 | 5.290.029.643 | 170,464      | -0.0483%       | 75.57%            |
| 2065 | 5.270.626.348 | 169,839      | -0.106%        | 75.29%            |
| 2070 | 5.237.952.908 | 168,785      | -0.1516%       | 74.83%            |
| 2075 | 5.194.086.547 | 167,372      | -0.192%        | 74.20%            |
| 2080 | 5.140.833.583 | 165,655      | -0.2261%       | 73.44%            |
| 2085 | 5.080.577.103 | 163,715      | -0.2463%       | 72.58%            |
| 2090 | 5.017.487.286 | 161,682      | -0.2532%       | 71.68%            |
| 2095 | 4.953.893.193 | 159,632      | -0.2595%       | 70.77%            |

Nguồn: World Population Review
| Tên các khu vực và quốc gia | Diện tích (km²)         | Dân số (Thống kê 1 tháng 7 năm 2008) | Mật độ dân số (theo km²) | Thủ đô                    |
| --------------------------- | ----------------------- | ------------------------------------ | ------------------------ | ------------------------- |
| Trung Á:                    |                         |                                      |                          |                           |
| Kazakhstan                  | 2.724.900               | 15.666.533                           | 5,7                      | Nursultan                 |
| Kyrgyzstan                  | 199.951                 | 5.356.869                            | 24,3                     | Bishkek                   |
| Tajikistan                  | 143.100                 | 7.211.884                            | 47,0                     | Dushanbe                  |
| Turkmenistan                | 488.100                 | 5.179.573                            | 9,6                      | Ashgabat                  |
| Uzbekistan                  | 447.400                 | 28.268.441                           | 57,1                     | Tashkent                  |
| Đông Á:                     |                         |                                      |                          |                           |
| Mông Cổ                     | 1.564.100               | 2.996.082                            | 1,7                      | Ulaanbaatar               |
| Nhật Bản                    | 377.930                 | 127.288.628                          | 336,1                    | Tokyo                     |
| Bắc Triều Tiên              | 120.538                 | 23.479.095                           | 184,4                    | Bình Nhưỡng               |
| Trung Quốc                  | 9.596.961 hay 9.640.011 | 1.322.044.605                        | 134,0                    | Bắc Kinh                  |
| Đài Loan                    | 36.188                  | 22.920.946                           | 626,7                    | Đài Bắc                   |
| Hàn Quốc                    | 99.678 hay 100.210      | 49.232.844                           | 490,7                    | Seoul                     |
| Bắc Á:                      |                         |                                      |                          |                           |
| Nga                         | 13.100.000              | 39.000.000                           | 3,0                      | Moskva                    |
| Đông Nam Á:                 |                         |                                      |                          |                           |
| Việt Nam                    | 331.212                 | 95.261.021                           | 259,6                    | Hà Nội                    |
| Brunei                      | 5.765                   | 381.371                              | 66,1                     | Bandar Seri Begawan       |
| Myanmar                     | 676.578                 | 47.758.224                           | 70,3                     | Naypyidaw                 |
| Campuchia                   | 181.035                 | 13.388.910                           | 74                       | Phnôm Pênh                |
| Đông Timor                  | 14.874                  | 1.108.777                            | 73,8                     | Dili                      |
| Indonesia                   | 1.919.440               | 230.512.000                          | 120,1                    | Jakarta                   |
| Lào                         | 236.800                 | 6.677.534                            | 28,2                     | Viêng Chăn                |
| Malaysia                    | 330.803                 | 27.780.000                           | 84,2                     | Kuala Lumpur              |
| Philippines                 | 300.000                 | 92.681.453                           | 308,9                    | Manila                    |
| Singapore                   | 704                     | 4.608.167                            | 6.545,7                  | Singapore                 |
| Thái Lan                    | 513.120                 | 65.493.298                           | 127,4                    | Băng Cốc                  |
| Nam Á:                      |                         |                                      |                          |                           |
| Afghanistan                 | 652.090                 | 32.738.775                           | 42,9                     | Kabul                     |
| Bangladesh                  | 147.998                 | 153.546.901                          | 1040,5                   | Dhaka                     |
| Bhutan                      | 38.394                  | 682.321                              | 17,8                     | Thimphu                   |
| Ấn Độ                       | 3.201.446 hay 3.287.263 | 1.147.995.226                        | 349,2                    | New Delhi                 |
| Maldives                    | 300                     | 379.174                              | 1.263,3                  | Malé                      |
| Nepal                       | 147.181                 | 29.519.114                           | 200,5                    | Kathmandu                 |
| Pakistan                    | 796.095 hay 801.912     | 167.762.049                          | 208,7                    | Islamabad                 |
| Sri Lanka                   | 65.610                  | 21.128.773                           | 322,0                    | Sri Jayawardenepura Kotte |
| Tây Á:                      |                         |                                      |                          |                           |
| Armenia                     | 29.743                  |                                      | 100,0                    | Yerevan                   |
| Azerbaijan                  | 86.600                  | 8.845.127                            | 102,736                  | Baku                      |
| Bahrain                     | 750                     | 718.306                              | 987,1                    | Manama                    |
| Síp                         | 9.251                   | 792.604                              | 83,9                     | Nicosia                   |
| Gruzia                      | 69.700                  |                                      | 64,0                     | Tbilisi                   |
| Iraq                        | 438.371                 | 28.221.181                           | 54,9                     | Bagdad                    |
| Iran                        | 1.628.750               | 70.472.846                           | 42,8                     | Tehran                    |
| Israel                      | 22.072                  | 7.112.359                            | 290,3                    | Jerusalem                 |
| Jordan                      | 89.342                  | 6.198.677                            | 57,5                     | Amman                     |
| Kuwait                      | 17.818                  | 2.596.561                            | 118,5                    | Thành phố Kuwait          |
| Liban                       | 10.452                  | 3.971.941                            | 353,6                    | Beirut                    |
| Oman                        | 309.500                 | 3.311.640                            | 12,8                     | Muscat                    |
| Palestine                   | 6.257                   | 4.277.000                            | 683,5                    | Ramallah                  |
| Qatar                       | 11.586                  | 928.635                              | 69,4                     | Doha                      |
| Ả Rập Xê Út                 | 2.149.690               | 23.513.330                           | 12,0                     | Riyadh                    |
| Syria                       | 185.180                 | 19.747.586                           | 92,6                     | Damascus                  |
| Thổ Nhĩ Kỳ                  | 783.562                 |                                      |                          | Ankara                    |
| CTVQ Ả Rập Thống nhất       | 83.600                  | 4.621.399                            | 29,5                     | Abu Dhabi                 |
| Yemen                       | 527.968                 | 23.013.376                           | 35,4                     | Sana'a                    |
| Tổng cộng                   | 43.810,582              | 4.162.966.086                        | 89,07                    |                           |

Ghi chú: Một phần của Ai Cập (Bán đảo Sinai) thuộc về Tây Á về mặt địa lý.

## Các vùng lãnh thổ khác
- Abkhazia
- Akrotiri và Dhekelia
- Lãnh thổ Ấn Độ Dương thuộc Anh
- Quần đảo Cocos (Keeling)
- Đảo Giáng Sinh
- Hồng Kông
- Ma Cao
- Nam Ossetia
- Bắc Síp (Northern Cyprus)

## Tên các nước thuộc Châu Á theo vần Anphabet
| - Afghanistan - Armenia - Azerbaijan - Bahrain - Bangladesh - Bhutan - Brunei - Cambodia - China - Cyprus - East Timor - Georgia | - India - Indonesia - Iran - Iraq - Israel - Japan - Jordan - Kazakhstan - Kuwait - Kyrgyzstan - Laos - Lebanon | - Malaysia - Maldives - Mongolia - Myanmar - Nepal - North Korea - Oman - Pakistan - Palestine - Philippines - Qatar - Saudi Arabia | - Singapore - Sri Lanka - South Korea - Syria - Tajikistan - Thailand - Turkey - Turkmenistan - United Arab Emirates - Uzbekistan - Vietnam - Yemen |

## Văn hoá
Bởi vì vùng đất khu vực châu Á rộng lớn, nhiều dân tộc, tính đa dạng của văn hoá rất mạnh, độ sai biệt rất lớn, cho nên gần như không có "văn hoá châu Á" thống nhất. Tất cả tôn giáo lớn của thế giới đều sản sinh ở châu Á, như Cơ Đốc giáo, Phật giáo, Hồi giáo và Ấn Độ giáo. Trước Cách mạng công nghiệp vào thế kỉ XVIII, trung tâm kinh tế của thế giới nằm ở châu Á, cho nên phần lớn thành tựu kĩ thuật của loài người đều sản sinh ở châu Á. Đầu năm 3000 trước Công nguyên, người châu Á đã phát minh kĩ thuật đốt nung đồ gốm và đúc rèn quặng, người Sumer ở châu Á đã phát minh đầu tiên công trình tưới nước bằng văn tự và có hệ thống, dân tộc du mục ở Trung Á đã phát minh yên ngựa, dây cương ngựa và bánh xe, người Trung Quốc đã phát minh đồ sứ, bàn đạp ngựa, thuốc súng, la bàn, kĩ thuật làm giấy và kĩ thuật in ấn, đồng thời trồng trọt lúa gié sớm nhất. Người Ấn Độ và người Arabi đã phát minh kĩ thuật tính toán hệ thập phân. Các loại kĩ thuật y dược mang tính địa phương ở châu Á dù cho đến ngày nay cũng vô cùng hữu hiệu, vẫn sử dụng ở rất nhiều khu vực.
Rất nhiều nhạc cụ ở phương tây và phương đông là có cùng một nguồn gốc, cho nên giống nhau vô cùng, thí dụ như vĩ cầm và nhị hồ (đàn nhị), guitar và đàn tì bà, ô-boa và suona, sáo phương đông và phương tây gần giống nhau. Thực ra những nhạc cụ này đa số đều là bắt nguồn ở vùng đất Trung Đông. Văn hoá của các dân tộc châu Á như Trung Quốc, Arabi và Ấn Độ có ảnh hưởng cực kì to lớn đối với văn hoá thế giới.

### Tôn giáo
Châu Á là chỗ khởi nguyên của các tôn giáo lớn.
- Kitô giáo khởi nguyên ở Bethlehem, vùng đất Palestine, Tây Á. Người sáng lập là Giê-su Ki-tô - người Nazareth, nước Israel, giáng sinh ở Bethlehem vào ngày 25 tháng 12 nguyên niên Công nguyên. Jerusalem là thánh địa của Cơ Đốc giáo, Kinh Thánh là kinh điển tối cao.
- Hồi giáo khởi nguyên ở bán đảo Ả Rập, do Mumhammad (sinh năm 570, mất năm 632 Công nguyên) - người Mecca, Ả Rập Saudi, sáng lập, là một vị thần giáo. Medina và Mecca là thánh địa của Hồi giáo, Kinh Qur’an là kinh điển tối cao.
- Phật giáo hình thành ở chỗ tiếp giáp hai nước Ấn Độ và Nepal - vùng đất phía bắc tiểu lục địa Ấn Độ, người sáng lập là Siddhārtha Gautama - người Ấn Độ cổ đại, sinh năm 566, mất năm 486 trước Công nguyên, thuộc dòng họ Shakya (Thích-ca), sau này được gọi là Shakyamuni (Thích-ca-mâu-ni).
- Ấn Độ giáo khởi nguyên ở Ấn Độ.
- Sikh giáo
- Do Thái giáo
- Đạo giáo

### Ngôn ngữ
Ngôn ngữ châu Á chia ra thuộc về ngữ hệ Hán - Tạng, ngữ hệ Nam Á, ngữ hệ Altai, ngữ hệ Nam Đảo, ngữ hệ Dravida, ngữ hệ Á - Phi và ngữ hệ Ấn - Âu.

## Thể thao
Đại hội Thể thao châu Á, gọi tắt Á vận hội, là đại hội thể thao mang tính tổng hợp có quy mô lớn nhất và tiêu chuẩn cao nhất ở vùng đất châu Á, đại biểu tiêu chuẩn thể dục thể thao của cả châu Á, nó là đại hội thể thao tổng hợp quy mô to lớn mang tính khu vực được Uỷ ban Olympic Quốc tế thừa nhận. Do Hội đồng Olympic châu Á phụ trách công việc, mỗi bốn năm một kì. Tiền thân của nó là Đại hội Thể thao Viễn Đông và Đại hội Thể thao Tây Á. Đại hội Thể thao châu Á kì thứ nhất lúc đầu dự định cử hành ở New Delhi, Ấn Độ vào tháng 2 năm 1949, do các nguyên nhân trù bị của nước chủ nhà nên kéo dài đến năm 1951 cử hành.

## Sự bất ổn

### Tranh chấp lãnh thổ và chủ quyền
- Đài Loan lãnh thổ do Trung Quốc tuyên bố chủ quyền.
- Hoàng Sa và Trường Sa do Việt Nam tuyên bố chủ quyền, Trung Quốc tranh chấp.
- Palestine và Israel tranh chấp Bờ Tây.
- Jammu và Kashmir do Ấn Độ, Trung Quốc và Pakistan tranh chấp.

### Ly khai và đảo chính
- Tây Tạng (Trung Quốc) đòi ly khai.

### Xung đột biên giới
- Xung đột biên giới giữa 3 quốc gia là Ấn Độ, Trung Quốc và Pakistan.